# Alumni udruženje
Alumni udruženje formalno je udruženje bivših studenata nekog visokog učilišta. Iako djeluju kao zasebne pravne osobe, uglavnom su u bliskoj suradnji s matičnom ustanovom koja im može pružati logističku podršku, prostor i resurse za rad.
U Republici Hrvatskoj, alumni udruženja djeluju u svojstvu neprofitnih organizacija, najčešće s ciljem okupljanja i održavanja mreže kontakata diplomiranih studenata matičnog visokog učilišta, održavanja stručnih skupova, edukacija te pružanja posebnih pogodnosti svojim članovima.
Prema podacima Registra udruga Ministarstva uprave, u Republici Hrvatskoj trenutno je 62 upisanih i aktivnih alumni udruženja.

## Vanjske poveznice
1. Alumni Odjela za kemiju Sveučilišta u Osijeku  Arhivirana inačica izvorne stranice od 26. srpnja 2020. (Wayback Machine)
2. Alumni Sveučilšta u Zagrebu
3. Alumni Sveučilišta u Zadru
4. Alumni Veleučilišta u Rijeci
5. Alumni Sveučilišta J. Dobrile u Puli
6. Alumni Sveučilišta u Dubrovniku
7. Alumni Ekonomskog fakulteta u Osijeku
8. Alumni Sveučilišta Sjever
9. Alumni klub Veleučilišta Baltazar Zaprešić
10. Alumni Tehničkog veleučilišta Zagreb
11. Alumni Zdravstvenog veleučilišta Zagreb
12. Alumni Pomorskog fakulteta Split  Arhivirana inačica izvorne stranice od 27. srpnja 2020. (Wayback Machine)
13. Alumni Visoke škole Aspira
14. Alumni Visokog učilišta Algebra